# Tempio di Giove Tonante
Il tempio di Giove Tonante fu un tempio romano eretto durante il principato di Augusto nella città di Roma. Non sono state trovate testimonianze archeologiche dell'edificio, probabilmente distrutto durante un incendio nel I secolo. L'esistenza del tempio è attestata da alcuni passi di Gaio Svetonio Tranquillo, che lo cita nella sua opera Vite dei dodici Cesari.

## Storia

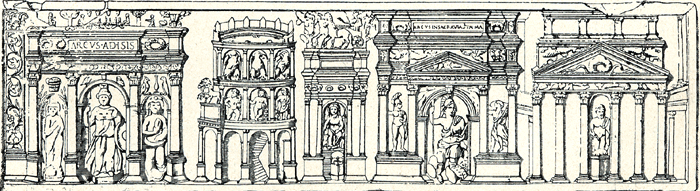
Disegno del rilievo con cinque edifici dalla tomba degli Haterii (da Christian Hülsen, The Roman Forum: Its History and Its Monuments, tradotto da J.B. Carter (seconda edizione), 1909, fig. 150, p. 249). Il tempio di Giove Tonante potrebbe essere quello raffigurato più a destra.

Il tempio venne eretto da Ottaviano per tener fede ad un voto fatto durante le guerre cantabriche, in Spagna, in un episodio del 26 a.C.: Svetonio riferisce che mentre l'imperatore veniva trasportato su una lettiga durante una marcia notturna, il fulmine uccise il servitore che lo precedeva con la fiaccola e per ringraziare la divinità di avergli concesso la salvezza, fece voto della costruzione di un tempio.
(Svetonio, De vita Caesarum, Divus Augustus, 29.3)
La costruzione dovette iniziare dopo il ritorno di Ottaviano a Roma nel 24 a.C. e il nuovo edificio fu inaugurato il 1º settembre del 22 a.C.. Plinio il Vecchio riferisce, nella sua Naturalis historia, che il tempio venne costruito interamente in marmo e che ospitava la statua del dio opera dello scultore Leocare. Un aneddoto narra in proposito del tempio di un sogno di Augusto, nel quale Giove Ottimo Massimo, venerato nel massimo tempio cittadino capitolino, si sarebbe lamentato di venire trascurato, e Augusto gli avrebbe risposto di aver creato con la costruzione del nuovo tempio un portiere per l'area sacra a lui dedicata.
(Svetonio, De vita Caesarum, Divus Augustus, 91.)

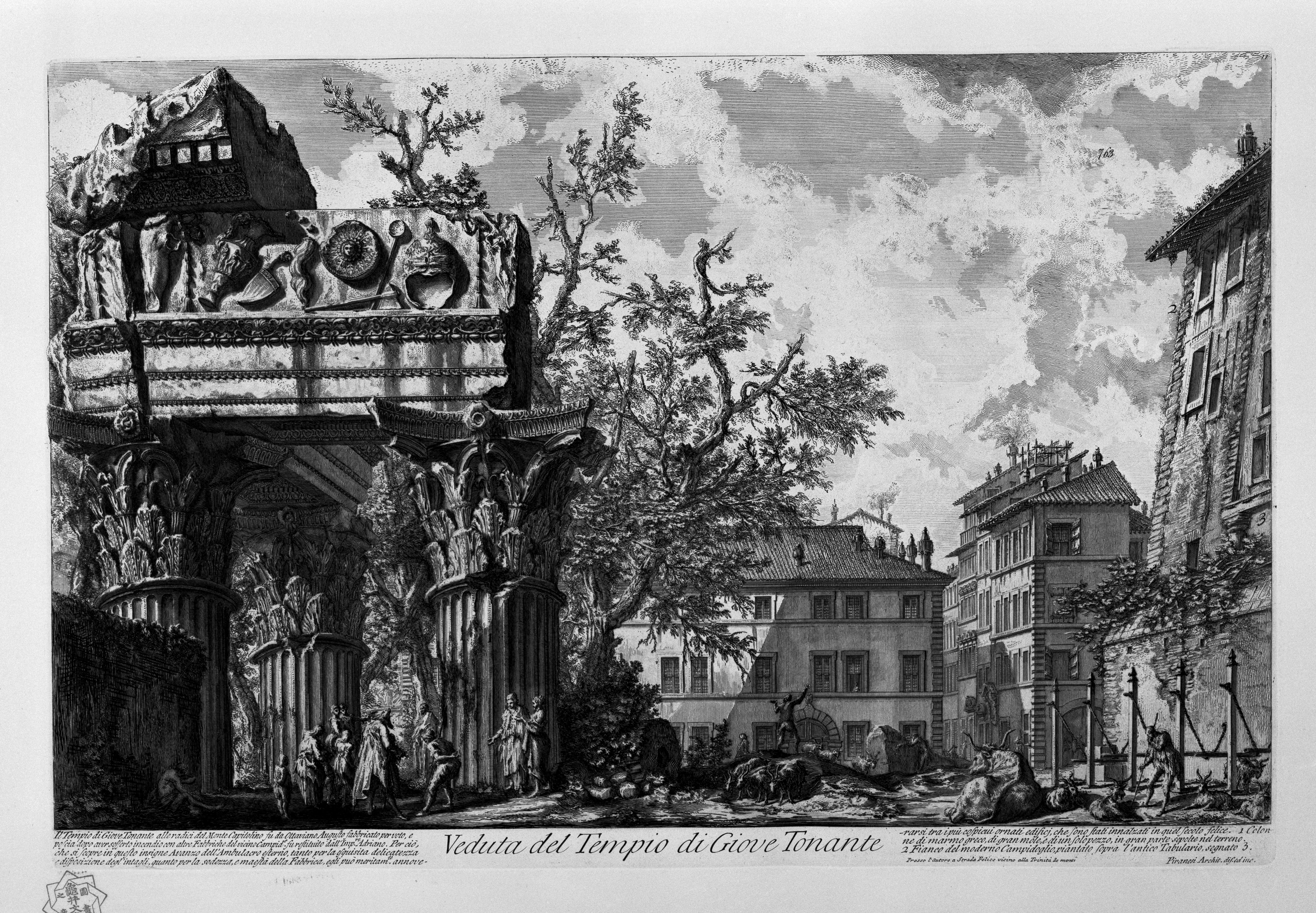
Incisione di Giovanni Battista Piranesi della metà del XVIII secolo

Sebbene le fonti indichino chiaramente la sua posizione alle pendici del Campidoglio verso il Foro Romano, manca qualsiasi resto di questo antico edificio: un'immagine si trova su una moneta di Augusto, che lo mostra con facciata esastila, ossia con sei colonne frontali, con una statua del dio intento a reggere uno scettro. Tra il XVI e il XIX secolo le rovine del tempio di Vespasiano, anch'esso collocato alle pendici del Campidoglio, venivano erroneamente identificate per quelle del tempio di Giove Tonante, come si evince da alcune stampe, tra cui una di Giovanni Battista Piranesi.
| Planimetria del Campidoglio antico |
| --- |
| Area capitolina Arx Forum Romanum Fori Imperiali Velabro Tempio di Giove capitolino Tabularium Tempio di Giunone Moneta Teatro di Marcello Forum Holitorium Tempio di Bellona Tempio di Giove Feretrio Tempio di Veiove Auguraculum Iseum Tempio di Giove Custode (?) Tempio della Concordia (?) Tempio di Giove Conservatore Altare Tensarum Tempio di Giove Tonante Clivus Capitolinus Centus Gradus Porta Pandana Tempio di Giano Tempio di Giunone Sospita Tempio di Spes Tempio di Augusto Asylum Inter duos lucos Vico Giugario Campo di Marte Portico degli Dei Consenti Tempio di Vespasiano Tempio della Concordia Tullianum Clivus Argentarius Tempio di Venere Ericina Tempio di Mens (?) Tempio di Fides (?) Tempio di Ops (?) Arco di Scipione Tempio di Saturno Basilica Giulia |